# Faro de Isla Virgen (1845)
El primer faro de isla Virgen fue construido en 1845 y deshabilitado en 1902, al ser reemplazado por el segundo faro.

## Descripción
La torre, ubicada en el sector oriental de la isla Virgen, tiene 33 metros de altura y está pintada de blanco. Para su construcción se utilizó piedra del lugar y arena traída de las canteras cercanas en el continente.
El faro se erigió con el propósito de brindar ayuda a la navegación, y en conjunto con los faros de Wrac'h y Plouguerneau, señala la desembocadura del río Aber-Wrac'h.
La luz del faro tenía un alcance de 14 millas náuticas.
Los trabajos de construcción se prolongaron por 3 años. El faro se encendió por primera vez el 15 de agosto de 1845.